# Edward Andrews
Edward Andrews (Griffin, 9 ottobre 1914 – Santa Monica, 8 marzo 1985) è stato un attore statunitense.

## Filmografia

### Cinema
- Rushin' Art, regia di Lloyd French (1936)
- La città del vizio (The Phenix City Story), regia di Phil Karlson (1955)
- Il colosso d'argilla (The Harder They Fall), regia di Mark Robson (1956)
- Quegli anni selvaggi (These Wilder Years), regia di Roy Rowland (1956)
- Tè e simpatia (Tea and Sympathy), regia di Vincente Minnelli (1956)
- Web il coraggioso (Tension at Table Rock), regia di Charles Marquis Warren (1956)
- La legge del Signore (Friendly Persuasion), regia di William Wyler (1956)
- Mister X, l'uomo nell'ombra (The Unguarded Moment), regia di Harry Keller (1956)
- Io non sono una spia (Three Brave Men), regia di Philip Dunne (1956)
- Una calda notte d'estate (Hot Summer Night), regia di David Friedkin (1957)
- Il vestito strappato (The Tattered Dress), regia di Jack Arnold (1957)
- Schiava degli apaches (Trooper Hook), regia di Charles Marquis Warren (1957)
- Duello a Forte Smith (The Fiend Who Walked the West), regia di Gordon Douglas (1958)
- Questa è la mia donna (Night of the Quarter Moon), regia di Hugo Haas (1959)
- Il figlio di Giuda (Elmer Gantry), regia di Richard Brooks (1960)
- Un professore fra le nuvole (The Absent-Minded Professor), regia di Robert Stevenson (1961)
- Il giardino della violenza (The Young Savages), regia di John Frankenheimer (1961)
- Love in a Goldfish Bowl, regia di Jack Sher (1961)
- Giorni senza fine (The Young Doctors), regia di Phil Karlson (1961)
- Tempesta su Washington (Advise & Consent), regia di Otto Preminger (1962)
- 20 chili di guai!... e una tonnellata di gioia (40 Pounds of Trouble), regia di Norman Jewison (1962)
- Professore a tuttogas (Son of Flubber), regia di Robert Stevenson (1963)
- Quel certo non so che (The Thrill of It All), regia di Norman Jewison (1963)
- Il codice della pistola (The Man from Galveston), regia di William Conrad (1963)
- Tigre in agguato (A Tiger Walks), regia di Norman Tokar (1964)
- La più allegra avventura (The Brass Bottle), regia di Harry Keller (1964)
- Scusa, me lo presti tuo marito? (Good Neighbor Sam), regia di David Swift (1964)
- Ho sposato 40 milioni di donne (Kisses for My President), regia di Curtis Bernhardt (1964)
- Non mandarmi fiori (Send Me No Flowers), regia di Norman Jewison (1964)
- Scandalo in società (Youngblood Hawke), regia di Delmer Daves (1964)
- Un leone nel mio letto (Fluffy), regia di Earl Bellamy (1965)
- La mia spia di mezzanotte (The Glass Bottom Boat), regia di Frank Tashlin (1966)
- Birds Do It, regia di Andrew Marton (1966)
- The Mystery of the Chinese Junk, regia di Larry Peerce (1967)
- Guai con le ragazze (The Trouble with Girls), regia di Peter Tewksbury (1969)
- Tora! Tora! Tora!, regia di Richard Fleischer (1970)
- How to Frame a Figg, regia di Alan Rafkin (1971)
- Un papero da un milione di dollari (The Million Dollar Duck), regia di Vincent McEveety (1971)
- Spruzza, sparisci e spara (Now You See Him, Now You Don't), regia di Robert Butler (1972)
- Che cosa è successo tra mio padre e tua madre? (Avanti!), regia di Billy Wilder (1972)
- Wilbur and Orville: The First to Fly, regia di Henning Schellerup (1973)
- Charley e l'angelo (Charley and the Angel), regia di Vincent McEveety (1973)
- The Photographer, regia di William Byron Hillman (1974)
- The Seniors, regia di Rod Amateau (1978)
- Sixteen Candles - Un compleanno da ricordare (Sixteen Candles), regia di John Hughes (1984)
- Gremlins, regia di Joe Dante (1984)

### Televisione
- Mama – serie TV, un episodio (1950)
- Hands of Murder – serie TV, 3 episodi (1951)
- Studio One – serie TV, 10 episodi (1951)
- The Philco Television Playhouse – serie TV, un episodio (1951)
- Pulitzer Prize Playhouse – serie TV, un episodio (1951)
- Robert Montgomery Presents – serie TV, 8 episodi (1954)
- The United States Steel Hour – serie TV, 6 episodi (1954)
- Goodyear Television Playhouse – serie TV, 2 episodi (1955)
- Star Tonight – serie TV, un episodio (1955)
- Kraft Television Theatre – serie TV, un episodio (1955)
- Armstrong Circle Theatre – serie TV, un episodio (1955)
- Cheyenne – serie TV, un episodio (1955)
- Climax! – serie TV, 2 episodi (1956)
- Justice – serie TV, un episodio (1956)
- The Kaiser Aluminum Hour – serie TV, episodio 1x01 (1956)
- The Alcoa Hour – serie TV, episodio 2x09 (1957)
- Omnibus – serie TV, un episodio (1957)
- Schlitz Playhouse of Stars – serie TV, un episodio (1957)
- The Phil Silvers Show – serie TV, 3 episodi (1957)
- Suspicion – serie TV, un episodio (1958)
- Playhouse 90 – serie TV, un episodio (1958)
- The DuPont Show of the Month – serie TV, episodio 1x08 (1958)
- Decision – serie TV, un episodio (1958)
- Look Up and Live – serie TV, un episodio (1959)
- The Further Adventures of Ellery Queen – serie TV, episodio 1x26 (1959)
- Avventure in paradiso (Adventures in Paradise) – serie TV, episodio 1x08 (1959)
- Ai confini della realtà (The Twilight Zone) – serie TV, 2 episodi (1960)
- Gli intoccabili (The Untouchables) – serie TV, un episodio (1960)
- The Robert Herridge Theater – serie TV, un episodio (1960)
- Hong Kong – serie TV, episodio 1x10 (1960)
- O'Conner's Ocean – film TV (1960)
- Thriller – serie TV, 3 episodi (1961)
- General Electric Theater – serie TV, 2 episodi (1961)
- Gli uomini della prateria (Rawhide) – serie TV, 2 episodi (1961)
- Outlaws – serie TV, episodio 1x11 (1961)
- Route 66 – serie TV, un episodio (1961)
- Il dottor Kildare (Dr. Kildare) – serie TV, un episodio (1961)
- Lotta senza quartiere (Cain's Hundred) – serie TV, un episodio (1961)
- Follow the Sun – serie TV, episodio 1x15 (1961)
- Margie – serie TV, un episodio (1961)
- La parola alla difesa (The Defenders) – serie TV, un episodio (1961)
- La città in controluce (Naked City) – serie TV, un episodio (1962)
- The New Breed – serie TV, episodio 1x30 (1962)
- Frontier Circus – serie TV, un episodio (1962)
- Poor Mr. Campbell – film TV (1962)
- Alcoa Premiere – serie TV, un episodio (1962)
- Undicesima ora (The Eleventh Hour) – serie TV, un episodio (1962)
- Saints and Sinners – serie TV, un episodio (1962)
- The Dick Powell Show – serie TV, episodio 2x11 (1962)
- Ben Casey – serie TV, 2 episodi (1962)
- Bonanza – serie TV, 2 episodi (1963)
- La grande avventura (The Great Adventure) – serie TV, episodio 1x10 (1963)
- Broadside – serie TV, 32 episodi (1964)
- Mr. Novak – serie TV, episodio 1x16 (1964)
- L'ora di Hitchcock (The Alfred Hitchcock Hour) – serie TV, episodio 2x20 (1964)
- F.B.I. (The F.B.I.) – serie TV, 3 episodi (1965)
- The Smothers Brothers Show – serie TV, un episodio (1965)
- Gunsmoke – serie TV, un episodio (1965)
- Insight – serie TV, 5 episodi (1966)
- Death of a Salesman – film TV (1966)
- Agenzia U.N.C.L.E. (The Girl from U.N.C.L.E.) – serie TV, episodio 1x05 (1966)
- The Beverly Hillbillies – serie TV, un episodio (1966)
- Hey, Landlord – serie TV, un episodio (1967)
- Gli invasori (The Invaders) – serie TV, un episodio (1967)
- Selvaggio west (The Wild Wild West) – serie TV, episodio 2x21 (1967)
- Ironside – serie TV, un episodio (1967)
- I giorni di Bryan (Run for Your Life) – serie TV, episodio 3x09 (1967)
- The Danny Thomas Hour – serie TV, un episodio (1967)
- The Andy Griffith Show – serie TV, un episodio (1967)
- Una famiglia... si fa per dire (Accidental Family) – serie TV, episodio 1x10 (1967)
- Disneyland – serie TV, 4 episodi (1968)
- Il grande teatro del west (The Guns of Will Sonnett) – serie TV, un episodio (1968)
- Strega per amore (I Dream of Jeannie) – serie TV, 2 episodi (1968)
- The Young Loner – film TV (1968)
- Blondie – serie TV, un episodio (1968)
- The Good Guys – serie TV, un episodio (1968)
- Reporter alla ribalta (The Name of the Game) – serie TV, 3 episodi (1969)
- Vita da strega (Bewitched) – serie TV, 2 episodi (1969)
- Love, American Style – serie TV, 4 episodi (1969)
- Mod Squad, i ragazzi di Greer (The Mod Squad) – serie TV, un episodio (1969)
- In nome della giustizia (The Bold Ones: The Protectors) – serie TV, un episodio (1969)
- The Over-the-Hill Gang – film TV (1969)
- Doris Day Show (The Doris Day Show) – serie TV, 5 episodi (1970)
- The Kowboys – film TV (1970)
- Uomini di legge (Storefront Lawyers) – serie TV, un episodio (1970)
- Hawaii squadra cinque zero (Hawaii Five-O) – serie TV, un episodio (1970)
- The Intruders – film TV (1970)
- Due onesti fuorilegge (Alias Smith and Jones) – serie TV, un episodio (1971)
- Travis Logan, D.A. – film TV (1971)
- Inside O.U.T. – film TV (1971)
- Eddie – film TV (1971)
- McMillan e signora (McMillan & Wife) – serie TV, 2 episodi (1972)
- I nuovi medici (The Bold Ones: The New Doctors) – serie TV, un episodio (1972)
- O'Hara, U.S. Treasury – serie TV, un episodio (1972)
- The Don Rickles Show – serie TV, un episodio (1972)
- Le strade di San Francisco (The Streets of San Francisco) – serie TV, un episodio (1972)
- Difesa a oltranza (Owen Marshall, Counselor at Law) – serie TV, 2 episodi (1972)
- The Man Who Came to Dinner, regia di Buzz Kulik – film TV (1972)
- Temperatures Rising – serie TV, 2 episodi (1972)
- Alvin the Magnificent – film TV (1973)
- Le pazze storie di Dick Van Dyke (The New Dick Van Dyke Show) – serie TV, un episodio (1973)
- The Starlost – serie TV, un episodio (1973)
- The Whiz Kid and the Mystery at Riverton – film TV (1974)
- A tutte le auto della polizia (The Rookies) – serie TV, un episodio (1975)
- Archer – serie TV, un episodio (1975)
- Sulle strade della California (Police Story) – serie TV, un episodio (1975)
- The Fireman's Ball – film TV (1975)
- Pepper Anderson agente speciale (Police Woman) – serie TV, un episodio (1975)
- Barbary Coast – serie TV, un episodio (1975)
- Ellery Queen – serie TV, episodio 1x08 (1975)
- Bell, Book and Candle – film TV (1976)
- Monster Squad – serie TV, 2 episodi (1976)
- How to Break Up a Happy Divorce – film TV (1976)
- Sanford and Son – serie TV, un episodio (1976)
- Chico (Chico and the Man) – serie TV, un episodio (1977)
- Charlie's Angels – serie TV, episodi 2x03-2x04 (1977)
- Love Boat (The Love Boat) – serie TV, un episodio (1977)
- Giorno per giorno (One Day at a Time) – serie TV, un episodio (1977)
- Don't Push, I'll Charge When I'm Ready – film TV (1977)
- Grizzly Adams (The Life and Times of Grizzly Adams) – serie TV, un episodio (1978)
- The Bob Newhart Show – serie TV, un episodio (1978)
- Fantasilandia (Fantasy Island) – serie TV, un episodio (1978)
- Lacy and the Mississippi Queen – film TV (1978)
- Supertrain – serie TV, 9 episodi (1979)
- Undercover with the KKK – film TV (1979)
- Quincy (Quincy M.E.) – serie TV, un episodio (1979)
- Matt e Jenny (Matt and Jenny) – serie TV, un episodio (1980)
- Truck Driver (B.J. and the Bear) – serie TV, un episodio (1981)
- Tre cuori in affitto (Three's Company) – serie TV, un episodio (1982)
- Il mio amico Arnold (Diff'rent Strokes) – serie TV, un episodio (1982)

## Doppiatori italiani
Nelle versioni in italiano delle opere in cui ha recitato, Edward Andrews è stato doppiato da:
- Carlo Romano in Tè e simpatia, Quegli anni selvaggi, Tempesta su Washington, Tigre in agguato, Tora! Tora! Tora!, Un papero da un milione di dollari, Spruzza, sparisci e spara, Che cosa è successo tra mio padre e tua madre?
- Giorgio Capecchi in La città del vizio, Il giardino della violenza, 20 chili di guai!... e una tonnellata di gioia, Quel certo non so che, Non mandarmi fiori
- Augusto Marcacci in Il colosso d'argilla, Il vestito strappato
- Gualtiero De Angelis in Un professore fra le nuvole, Professore a tuttogas
- Mario Pisu in Scusa, me lo presti tuo marito?
- Renato Mori in Charley e l'angelo
- Sergio Fiorentini in Charlie's Angels
- Elio Pandolfi in Guai con le ragazze
- Mario Mastria in Ellery Queen
- Mario Milita in Sixteen Candles - Un compleanno da ricordare